# Oskar (filmska nagrada)
Óskar (uradno angleško Academy Award, dobesedno »nagrada akademije«) je vzdevek za najbolj prestižno filmsko nagrado v ZDA, ki jo od leta 1929 podeljuje ameriška Akademija umetnosti in znanosti gibljivih slik. Oskar® je tudi registrirana in storitvena znamka Akademije znanosti in umetnosti gibljivih slik.  

## Kipec
Kipec je narejen iz pozlačene zlitine. Visok je 34 cm in ima 3,85 kg. Med drugo svetovno vojno so kipce zaradi pomanjkanja kovinskih materialov tri leta izdelovali iz mavca, prevlečenega z barvo. Po drugi svetovni vojni pa je Akademija mavčne kipce vseh nagrajencev odkupila in jih zamenjala z novejšo različico. Kipec upodablja viteza z mečem, ki stoji na zvitku filma. Predstavljal naj bi prvotne veje Ameriške filmske akademije - igralce, scenariste, režiserje, producente in tehnike.

### Izvor imena
V zvezi z izvorom imena obstajajo nesoglasja. Igralka Bette Davis, nekdanja predsednica Akademije znanosti in umetnosti gibljivih slik, trdi, da je nagrada dobila ime po njenem prvem možu Harmonu Oscarju Nelsonu. Kot tvorka imena je pogosto omenjena tudi Margaret Herrick, izvršilna sekretarka Akademije, ki je prvič, ko je videla kipec, dejala, da jo spominja na njenega strica Oscarja. Akademija znanosti in umetnosti gibljivih slik je ime oskar uradno prevzela leta 1939.

## Zgodovina
Prva podelitev oskarjev je potekala 16. maja 1929 na zasebni večerji v ameriškem hotelu Hollywood Roosevelt. Podeljenih je bilo 15 kipcev za najboljše igralce, režiserje in druge akterje v filmski industriji.  Prejemnike kipca so v medijih naznanili 3 mesece pred podelitvijo, kar se je že naslednje leto spremenilo. Akademija je od takrat pa vse do konca 30. let listo s prejemniki posredovala medijem na večer podelitve ob 23. uri. Ta metoda je se je obdržala vse do takrat, ko je ameriški časnik Los Angeles Times zmagovalce oznanil tik pred podelitvijo, zaradi česar se od leta 1941 naprej imena dobitnikov razkriva s pomočjo kuverte. 

## Kategorije in pravila
Kandidate za oskarja lahko nominirajo zgolj člani Akademije znanosti in umetnosti gibljivih slik. Filmska produkcija Akademije je razdeljena na več različnih vej filmske produkcije. Nominirance iz posamezne kategorije izberejo člani posameznih vej, nominiranca za najboljši film pa vsi člani. Akademija znanosti in umetnosti gibljivih slik ne poskrbi zgolj za prepoznavnost nagrajencev, temveč tudi bistveno pripomore k njihovem uspehu.

## Zanimivosti

### Napačna razglasitev
Igralca Warren Beatty in Faye Dunaway sta na 89. podelitvi oskarjev kot prejemnika nagrade za najboljši film zmotno razglasila film La La Land, namesto pravega zmagovalca Moonlight. Voditelja sta prejela napačno kuverto ter Emmo Stone razglasila za najboljšo igralko filma La La Land, s tem pa poskrbela za pravo zmedo. Pravega zmagovalca je kasneje razglasila ekipa filma La La Land, in sicer Fred Berger, Jordan Horowitz ter Marc Platt. Naslednje leto sta Beatty in Dunaway zopet nastopila v vlogi podeljevalcev nagrade za najboljši film ter svoje delo opravila brez napak.

### Viktorji
Viktorji so slovenska nagrada za medijske dosežke in dosežke v popularni kulturi, ki so nastali po zgledu ameriških oskarjev. Do leta 1993 so poleg viktorjev podeljevali tudi limone – nagrade za negativne dosežke. Nagrad za leto 2015 zaradi propada založniške hiše in blagovne znamke Viktorji niso podelili. Zaradi težav z založniško hišo je tako leta 2017 nastala sorodna nagrada žarometi.  